# Colin Bell
Colin Bell MBE (26. února 1946, Hesleden – 5. ledna 2021) byl anglický fotbalista, záložník.

## Fotbalová kariéra
Začínal ve druhé nejvyšší anglické soutěži v týmu Bury FC. Po 3 sezónách přestoupil do Manchester City FC, za který hrál až do roku 1979. V roce 1968 získal s Manchesterem City anglický titul a v roce 1969 Anglický pohár a v roce 1976 ligový pohár. V Football League First Division nastoupil ve 383 utkáních a dal 113 gólů. V Poháru mistrů evropských zemí nastoupil ve 2 utkáních, v Poháru vítězů pohárů nastoupil v 16 utkáních a dal 7 gólů a v Poháru UEFA nastoupil v 6 utkáních a dal 1 gól. Za anglickou fotbalovou reprezentaci nastoupil v letech 1968–1975 ve 48 zápasech a dal 9 gólů. Byl členem bronzové anglické reprezentace na Mistrovství Evropy ve fotbale 1968, ale v utkání nenastoupil. Byl členem anglické reprezentace na Mistrovství světa ve fotbale 1970, nastoupil ve 3 utkáních.

## Ligová bilance
| Ročník                                  | Zápasy | Góly | Klub               |
| --------------------------------------- | ------ | ---- | ------------------ |
| Football League Second Division 1963/64 | 10     | 2    | Bury FC            |
| Football League Second Division 1964/65 | 42     | 13   | Bury FC            |
| Football League Second Division 1965/66 | 30     | 10   | Bury FC            |
| Football League Second Division 1965/66 | 11     | 4    | Manchester City FC |
| Football League First Division 1966/67  | 42     | 12   | Manchester City FC |
| Football League First Division 1967/68  | 34     | 14   | Manchester City FC |
| Football League First Division 1968/69  | 39     | 14   | Manchester City FC |
| Football League First Division 1969/70  | 31     | 11   | Manchester City FC |
| Football League First Division 1970/71  | 34     | 14   | Manchester City FC |
| Football League First Division 1971/72  | 33     | 12   | Manchester City FC |
| Football League First Division 1972/73  | 39     | 7    | Manchester City FC |
| Football League First Division 1973/74  | 41     | 7    | Manchester City FC |
| Football League First Division 1974/75  | 42     | 15   | Manchester City FC |
| Football League First Division 1975/76  | 20     | 6    | Manchester City FC |
| Football League First Division 1976/77  | 0      | 0    | Manchester City FC |
| Football League First Division 1977/78  | 17     | 2    | Manchester City FC |
| Football League First Division 1978/79  | 10     | 0    | Manchester City FC |
| CELKEM Football League First Division   | 383    | 113  |                    |